# Hedypnois cretica
Espèce
Classification APG III (2009)
Hedypnois cretica est une espèce de plantes à fleurs appartenant à la famille des Asteraceae. Elle est originaire du bassin méditerranéen, mais peut être aussi trouvée sur d'autres continents où elle a été introduite, comme le sud des États-Unis et le nord du Mexique.

## Description
Hedypnois cretica est une plante herbacée annuelle atteignant 40 cm de haut et ayant l'apparence d'un pissenlit. Elle comporte des feuilles basilaires pouvant atteindre 18 cm de long.